# USATC S100 sorozat
Az United States Army Transportation Corps (USATC) S100 osztály egy 0-6-0 gőzmozdony, amelyet a második világháború idején Európában és Észak-Afrikában történő váltásra (tolatásra) terveztek. Többet később Ausztria, Nagy-Britannia, Franciaország, Görögország, Olaszország, Jugoszlávia, Palesztina, Irak, Irán, Hollandia, Izrael és Kína vasútvonalain használtak.

## Háborús fejlesztés és felhasználás
Az S100 oldalsó tankot Howard G. Hill ezredes tervezte. 1942-ben az USATC 382 S100-ast rendelt az iowai Davenport Locomotive Works-tól, a pittsburghi H. K. Porter, Inc-től és a Wilkes-Barre-i Vulcan Iron Works-tól. 1943-ban Nagy-Britanniába szállították őket, ahol 1944-ig tárolták őket. A D-Day után a kontinentális Európába szállították őket.

## Használata a második világháború után
A második világháború után az SNCF 77 S100-at vásárolt, és 030TU osztályúnak nevezte el őket. A Jugoszláv Államvasutak sok S100-ast vásárolt, és 62-es osztályba sorolta őket. Az 1950-es években a JŽ további példákat állított össze, így a 62-es osztály száma 129-re nőtt. A görögországi Görög Államvasutak 20 S100-ast vásárolt és Δ-alphaα osztálynak nevezte el őket. ). Az ausztriai Österreichische Bundesbahnen 10-et szerzett, és 989-es osztályba sorolta őket. Az olasz Ferrovie dello Stato négyet vásárolt, és 831-es osztályba sorolta őket.
Az Oranje-Nassau Mijnen, egy holland szénbányászati vállalat megvásárolt két S100-ast (USATC 4389 és 1948), és ON-26-ra (Davenport 2533), illetve ON-27-re (Davenport 2513) sorszámozta. Az ON-26 túlélte a roncstelepet, és eladták a Stoomtrein Goes-Borsele múzeumvasútnak.
A Southern Railway (Egyesült Királyság) 15 S100-ast vásárolt (14-et üzemi használatra, egyet pedig pótalkatrészekre), és USA osztályúnak nevezte el őket. Más S100-asokat a National Coal Board, a Longmoor Military Railway, az Austin Motor Company és mások a brit ipari használatba vettek.
Kína körülbelül 20 S100-at vásárolt, XK2 osztályba sorolva őket. 1946-ban az Egyiptomi Államvasutak nyolc darabot vásárolt, és 1151–1158-ra számozta őket. Az Egyesült Királyság hadügyminisztériuma hatot kölcsönadott a Palesztina Vasútnak. 1946-ban a PR ebből kettőt vásárolt, és mindkettő 1948-ban bekerült az Izraeli Vasutak állományába.
Az Iraki Államvasutak ötöt vásároltak, osztályú SA-nak nevezték el, és 1211–1215 flottaszámot adtak nekik. Mind az öt Davenportban épített példa volt. Legalább kettő még szolgálatban volt 1967 márciusában: 1211 Baszrában és 1214 állomáspilótaként Bagdad nyugati részén.

## A háború utáni tervezés hatása
Számos európai vasút az S100 alapján készített terveket. A JŽ úgy bővítette a 62-es osztályát, hogy több hasonló példányt rendelt a horvátországi Slavonski Brod-i Đuro Đakovićtól (gyár). Ezek kisebb részletekben különböztek egymástól, elsősorban a lemezkeretek használata a rúdkeretek helyett, ami magasabb kazánemelkedést eredményezett. Ez a gőzcsöveknek vállat ad ahelyett, hogy egyenesek lennének, és kisebb kupolákra van szükség laposabb tetejű, hogy illeszkedjenek a JŽ rakodási szelvényéhez.
A brit Great Western Railway (GWR) sok S100-ast használt Dél-Walesben a második világháború alatt. A GWR 1500 sorozatot részben az S100 ihlette a külső hengerek és a rövid tengelytáv használatával.

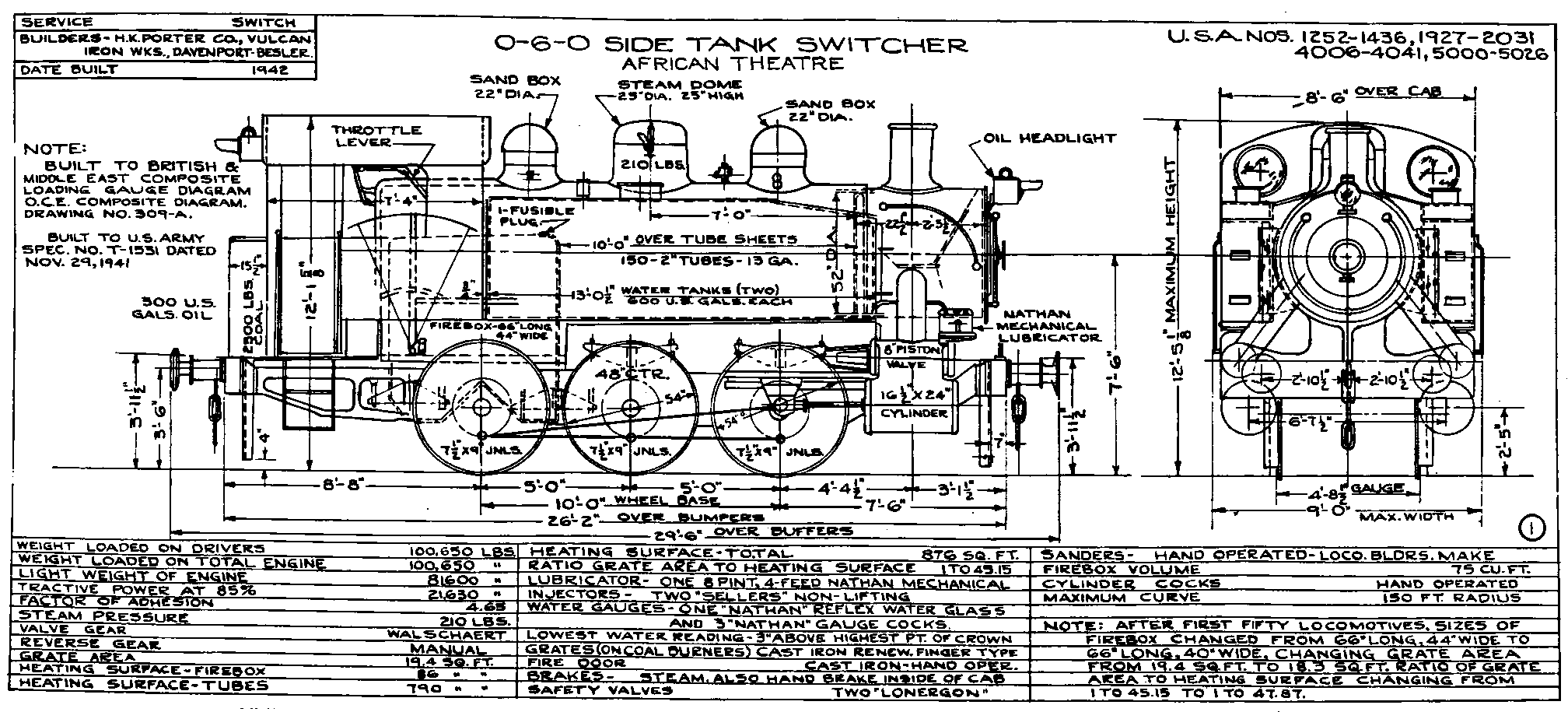
Eredeti rajzok az S100-hoz, 1941. november 29-én

## Folyamatos kereskedelmi használat
Néhány korábbi JŽ 62 továbbra is kereskedelmi szolgálatban áll, több mint 65 évvel megépítésük után. Legalább ketten váltóként (tolatóként) dolgoznak az ArcelorMittal acélgyárban, Zenicában, Bosznia-Hercegovinában.

## Megőrzés
Több mint 100 S100 maradt fenn: megőrizve, tárolva vagy elhagyatva. A legtöbb Európában vagy Észak-Amerikában található, de van kettő Kínában és egy Egyiptomban is. A 62-es projektnek van egy online adatbázisa róluk.
A Wisconsin állambeli Baraboo magántulajdonosai jelenleg az S100 #5002 helyreállítását végzik. Az 5002-es számot a philadelphiai Naval Yards-hoz használták, majd később eladták a pennsylvaniai EJ Lavino Companynak, majd a Kentucky Railroad Museumnak.
2006-ban vásároltak egyet konzerválás céljából a közép-boszniai acélműtől, és Nagy-Britanniába küldték.

## Fordítás
Ez a szócikk részben vagy egészben  az   USATC Class S100 című angol Wikipédia-szócikk fordításán alapul.  Az eredeti cikk szerkesztőit annak laptörténete sorolja fel. Ez a jelzés csupán a megfogalmazás eredetét és a szerzői jogokat jelzi, nem szolgál a cikkben szereplő információk forrásmegjelöléseként.